# Циолковский (кинофестиваль)
Международный кинофестиваль фильмов и программ о космосе «Циолковский» (англ. The International Space Film Festival Tsiolkovsky) — ежегодный кинофестиваль картин и программ космической тематики, проходящий в Калуге с 2020 года.

## История

### Учреждение и первый сезон
Кинофестиваль «Циолковский» был основан как проект популяризации фильмов, посвящённых космической тематике, способ расширить их аудиторию и стимулировать производство новых картин, а также чтобы стать площадкой для международного диалога экспертов и кинематографистов. Инициатором и президентом фестиваля стал актёр и продюсер Игорь Угольников. Первый сезон прошёл в апреле 2020 года. Логотип фестиваля был создан на основе рисунка основоположника современной космонавтики Константина Циолковского из «Альбома космических путешествий» для киноленты «Космический рейс». Из-за пандемии COVID-19 пилотный сезон фестиваля проходил онлайн на портале more.tv. Заявки на участие подали свыше 1000 проектов из 80 стран мира. Пилотный сезон привлёк большое внимание зрителей и СМИ, а уже со второго сезона поддержку фестивалю оказали Фонд президентских грантов, Министерство культуры РФ, Администрация Калужской области, ГК «Роскосмос», Государственный музей истории космонавтики им. К. Э. Циолковского, Ассоциация планетариев России, и другие.

### Второй сезон
Второй сезон прошёл в апреле 2021 в Калуге в стенах Музея истории космонавтики имени К. Э. Циолковского и Инновационного культурного центра, а также на других площадках области. Свыше 40 картин вошли в основную программу фестиваля. В рамках фестиваля также состоялись показы полнокупольного кино с лекциями астрономов и учёных, фильмы Студии «Роскосмос», лекции и творческие встречи, и многое другое. В жюри под председательством Роджера Кормана вошли кинорежиссёры Клим Шипенко, Тимур Бекмамбетов, Алёна Званцова, телеведущий Игорь Прокопенко, директор Музея истории космонавтики им. К. Э. Циолковского Наталья Абакумова, руководитель пресс-службы ГК «Роскосмос» (в 2021 году) Владимир Устименко, лётчик-космонавт Павел Виноградов, исполнительный директор Молодёжного Союза кинематографистов России Дмитрий Якунин и арт-директор кинотеатра «Иллюзион» Надежда Степанова. Число зрителей фестиваля превысило 5 тысяч человек.

### Третий сезон
Третий сезон кинофестиваля прошёл с 12 по 16 апреля 2022 года в Калуге. На участие в фестивале было подано свыше двух тысяч заявок, 80 картин из 26 стран вошли в конкурсную программу в категориях игрового, анимационного, документального и полнокупольного кино. Как и в 2021-м, в рамках фестиваля состоялись творческие встречи и мастер-классы с участием известных учёных, космонавтов и кинематографистов. 12 апреля состоялась презентация картины «Вызов» Клима Шипенко, съёмки которой велись в космосе. Главным информационным партнёром события выступило информационное агентство ТАСС.

## Лауреаты
- Гран-при «Королёв» — «Салют-7» (режиссёр: Клим Шипенко, Россия);
- Гран-при «Клушанцев» — ALGOUS studio Алексей Гусев за фильм «Салют-7» (режиссёр: Клим Шипенко, Россия) — за лучшие технические достижения в фильме и лучшие спецэффекты;
- «Лучший документальный фильм от 50 минут» — «Итальянская Луна — Рокко Петроне и Путешествие Аполлона» (режиссёр: Марко Спаньоли[итал.], Италия), «Байконур. Падение Сатаны» (режиссёры: Максим Васюнов и Роман Науменков, Россия);
- «Лучший документальный фильм от 10 до 50 минут» — «Самое идеальное место» (режиссёр: Дэвид Регос, Испания);
- «Лучший документальный фильм до 10 минут» — серия фильмов: «Красная слава», «Столпы творения», «Аврора», «Колыбель» (режиссёр: Марселла Абела, США, Мальта)
- Приз за оригинальный вклад в документальное кино — фильм «Человеческая дикость» (режиссёр: Джереми Байбл, США);
- Приз «Особый взгляд» — фильм «Встретимся где-то…» (режиссёр: Николай Викторов, Россия);
- Приз Президента МКФ Циолковский — «Время первых» (режиссёр: Тимур Бекмамбетов);
- Приз Госкорпорации «Роскосмос» — анимационный фильм «Тишина» (режиссёр: Радхея Джегатева, Австралия);
- «Лучшая студенческая работа» — «или НЛО» (режиссёр: студент ВГИКа Арарат Гуланян (Лао Ян), Россия)[25].

- Гран-при «Циолковский» — «Проксима» (режиссёр Алис Винокур, Франция, Германия) — Лучший художественный фильм;
- Гран-при «Клушанцев» — «Блуждающая Земля» (режиссёр Франт Гво[англ.], Китай) — за лучшие технические достижения в фильме и лучшие спецэффекты;
- Гран-при «Королёв» — «Спутник» (режиссёр Егор Абраменко, Россия);
- «Лучший документальный фильм» — «В поисках света» (режиссёр: Адам Доннеки, Великобритания);
- «Лучший короткометражный фильм» — «Морфо» (режиссёр Анастасия Щуплова, Россия);
- Приз Президента МКФ Циолковский — короткометражный фильм «Альгиз» (режиссёр: Кристина Михайлова, Казахстан);
- Приз Губернатора Калужской области — полнометражный мультипликационный фильм «Белка и Стрелка. Карибская тайна» (режиссёр Инна Евланникова, Россия);
- Приз Госкорпорации «Роскосмос» — документальный фильм «Наблюдатель» (режиссёр: Дмитрий Семёнов, Россия);
- «Лучший полнокупольный фильм» — «Он был первым» (Россия, Калуга, Государственный музей истории космонавтики имени К. Э. Циолковского)[26];
- Приз от журналистов — полнометражный мультипликационный фильм «КУКУШКА» (Режиссёр: Даниэль Загорски, Польша)[25].

- Гран-при «Циолковский» — «Александр Чижевский. Пленённый Солнцем» (режиссёр Тарас Ващенко, Беларусь) — за лучший фильм;
- Гран-при «Клушанцев» — «Невидимый инопланетянин» (режиссёры Лу Цзиньтао, Дэйв Чжан, Китай) — за лучшие спецэффекты;
- Гран-при «Королёв» — «Космический рейс. Миссия на марс» (режиссёр Андрей Истратов, Россия) — за лучшую режиссёрскую работу;
- Приз Губернатора Калужской области — «Звёздный разум» (режиссёр Алекс Гурьев, Россия);
- Приз Президента МКФ Циолковский — Наш «Мир» (режиссёр Лариса Смирнова, Россия);
- Специальный приз от председателя Московской городской думы — «Наука того стоила» (режиссёр Алексей Китайцев, Россия);
- Специальный приз госкорпорации «Роскосмос» — «Гагарин. Жизнь в хронике ТАСС» (автор сценария Наталья Метлина, Россия)[27];
- Лучший документальный полнометражный фильм — «Космос: Сделано в Италии» (режиссёр Марко Спаньоли, Италия);
- Лучший документальный короткометражный фильм — «Космос. Путь на старт» (автор сценария Алексей Квашенкин, Россия);
- Лучший полнокупольный фильм — «Солнце и жизнь земли» (автор Ассоциация планетариев, Москва);
- Специальный приз фестиваля Циолковский — «Курчатов» (режиссёр Александр Королёв, Россия);
- Лучший игровой короткометражный фильм — «Мы не одиноки» (режиссёр Хорхео Торез, Испания);
- Анимационный фильм для взрослых — «Возрождение» (режиссёр Дисзи Ли, Китай)
- Анимационный мультипликационный фильм для школьников — «Маленькая большая мечта» (режиссёр Нина Бисярина)[28];
- Анимационный фильм для самых маленьких — «Луна кричит: „Тону!“» (награду принял режиссёр Али Раис, Иран)[29][30].

- Гран-при «Циолковский» — «Союз Аполлон. Сила притяжения» (режиссёр Дмитрий Алейников, Россия) — за лучший фильм;
- Гран-при «Клушанцев» — «Лунный человек» (режиссёр Чжан Чиюй, Китай) — за лучшие спецэффекты;
- Гран-при «Королёв» — «Мира» (режиссёр Дмитрий Киселёв, Россия) — за лучшую режиссёрскую работу;
- Приз Губернатора Калужской области — «Космос над Енисеем» (режиссёр Элина Астраханцева, Россия);
- Приз Президента МКФ Циолковский — Наш «Хронос» (режиссёры Роман Просвирнин, Дмитрий Аболмасов, Россия);
- Приз зрительских симпатий - «Казахи против пришельцев» (режиссёр Ален Ниязбеков, Казахстан);
- Специальный приз от Городской Управы города Калуги — «Звезды седьмого неба» (режиссёр Елена Турова, Беларусь);
- Специальный приз госкорпорации «Роскосмос» — «Свобода в квадрате» (режиссёр Анастасия Зверькова, Россия)
- Приз за вклад в документальное кино — Игорь Прокопенко, Россия[31];
- Лучший документальный полнометражный фильм — «Абрам Алиханов. Музыка космических ливней» (режиссёр Армен Петросян, Армения);
- Лучший документальный короткометражный фильм — «Космический рейс: навстречу Солнцу» (режиссёр Андрей Истратов, Россия);
- Лучший полнокупольный фильм — «Слушая Вселенную» (автор Большой новосибирский планетарий, Новосибирск);
- Специальный приз фестиваля Циолковский — «Звезды мне укажут путь» (режиссёр Филипп Абрютин, Россия);
- Лучший игровой короткометражный фильм — «Со звезд» (режиссёр Эдуардо Серрано Родригес, Мексика);
- Лучший короткометражный анимационный фильм  — «Унесенный в звездную глубину» (режиссёр Сергей Анфиногентов, Россия)/«Покорение S287-KL» (режиссёр Антон Граник, Россия)
- Анимационный мультипликационный фильм для детей — «Путешествие Виманы» (режиссёр Артур Наварро, Бразилия)[32];